# Medgar and Myrlie Evers Home National Monument

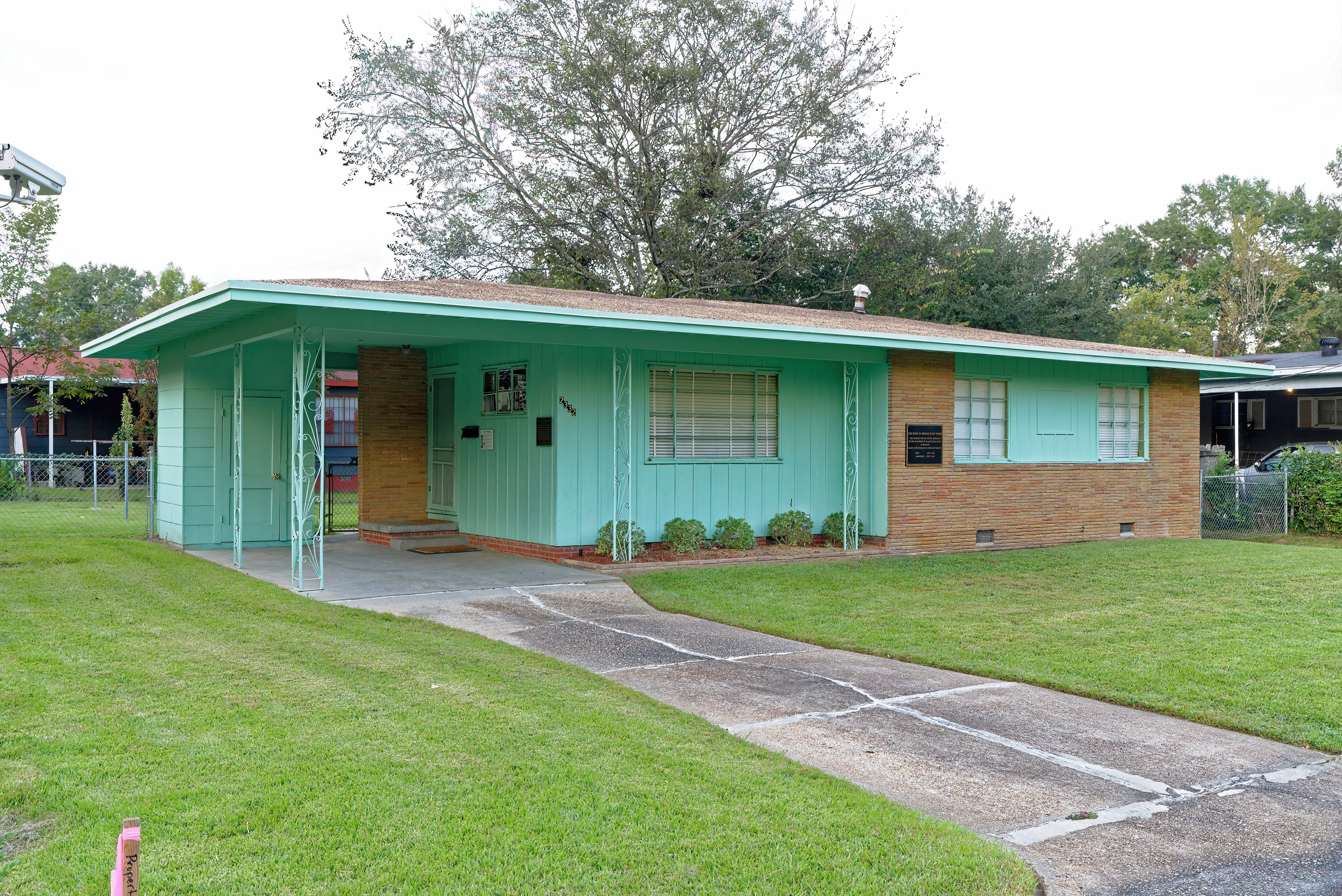
Medgar and Myrlie Evers Home National Monument

Das Medgar and Myrlie Evers Home National Monument ist ein US-amerikanisches National Monument in Jackson im Bundesstaat Mississippi. Es wurde am 12. März 2019 mit Unterzeichnung des Kongress-Gesetzes John D. Dingell, Jr. Conservation, Management, and Recreation Act durch Präsident Donald Trump ausgewiesen. Das National Monument wurde zum Gedenken an den schwarzen Bürgerrechtler Medgar Evers, der am 11. Juni 1963 vor seinem Haus vom weißen Rassisten Byron De La Beckwith erschossen wurde, ausgewiesen. Der National Park Service betreut das Medgar and Myrlie Evers Home National Monument. 
Myrlie Evers zog 1964 nach Kalifornien und setzte dort ihre Arbeit für die Bürgerrechte fort. Sie blieb dreißig Jahre lang Eigentümerin des Hauses und nutzte es als Mietobjekt. Im Jahr 1993 schenkte sie das Haus dem Tougaloo College. In den Jahren 1995 bis 1996 wurde das Haus renoviert. 2013 wurde es in seinem ursprünglichen Zustand zurück versetzt.
Bereits im Dezember 2016 erfolgte die Ausweisung des Hauses als National Historic Landmark (NHL). Es ist außerdem Contributing Property des Medgar Evers Historic Districts, der im September 2013 gebildet wurde.